# Renée-Élisabeth Marlié
Pour les articles homonymes, voir Marlié.
Renée-Élisabeth Marlié, née en 1714, morte à Paris le 27 mars 1773, est une graveuse française.

## Biographie
Fille d’un maître-écrivain, Renée-Élisabeth Marlié épouse en 1732 le graveur François-Bernard Lépicié, qui l’initie au travail du burin et s’en fait, selon Pierre-Jean Mariette, aider dans plusieurs de ses ouvrages. Elle a signé de son nom diverses estampes : Le Contrat de mariage, d’après Carle (ou Charles André) van Loo ; La Piémontaise, d’après Noël Hallé ; Les Éléments, 4 pièces in-4°, d’après Étienne Jeaurat ; La Jeunesse sous les habillements de la Décrépitude, d’après Charles Antoine Coypel ; une copie du Bénédicité et La Mère laborieuse de Jean-Siméon Chardin ; Le Philosophe, le Buveur et le Cuisinier flamand, d’après David Teniers le Jeune ; Saint Jean-Baptiste d’après Raphaël et L’Évêque Fléchier d’après Hyacinthe Rigaud ; les portraits de C. Mellan et de Fléchier, pour la suite de Michel Odieuvre, La Vie champêtre, d’après François Boucher (1741) ; L’Amour moissonneur et l’Amour oiseleur, du même artiste, Le Déjeuné, estampe, porte la mention : « gravé à l’eau-forte par Lépicié », mais Le Blanc la lui attribue. Au-dessous, ces vers signés également Lépicié :
Caffé charmant ta liqueur agréable

De Bacchus calme les accès ;

Ton feu divin dissipe de la table 

Et les dégoûts et les excès.
Elle mourut dans le logement qu’occupait son mari au Louvre et qui lui avait été laissé. Son fils, le peintre Nicolas-Bernard Lépicié a dessiné des planches pour la suite de l’Histoire de France, qui a été continuée par Jean-Michel Moreau.

## Le Cuisinier Flamand

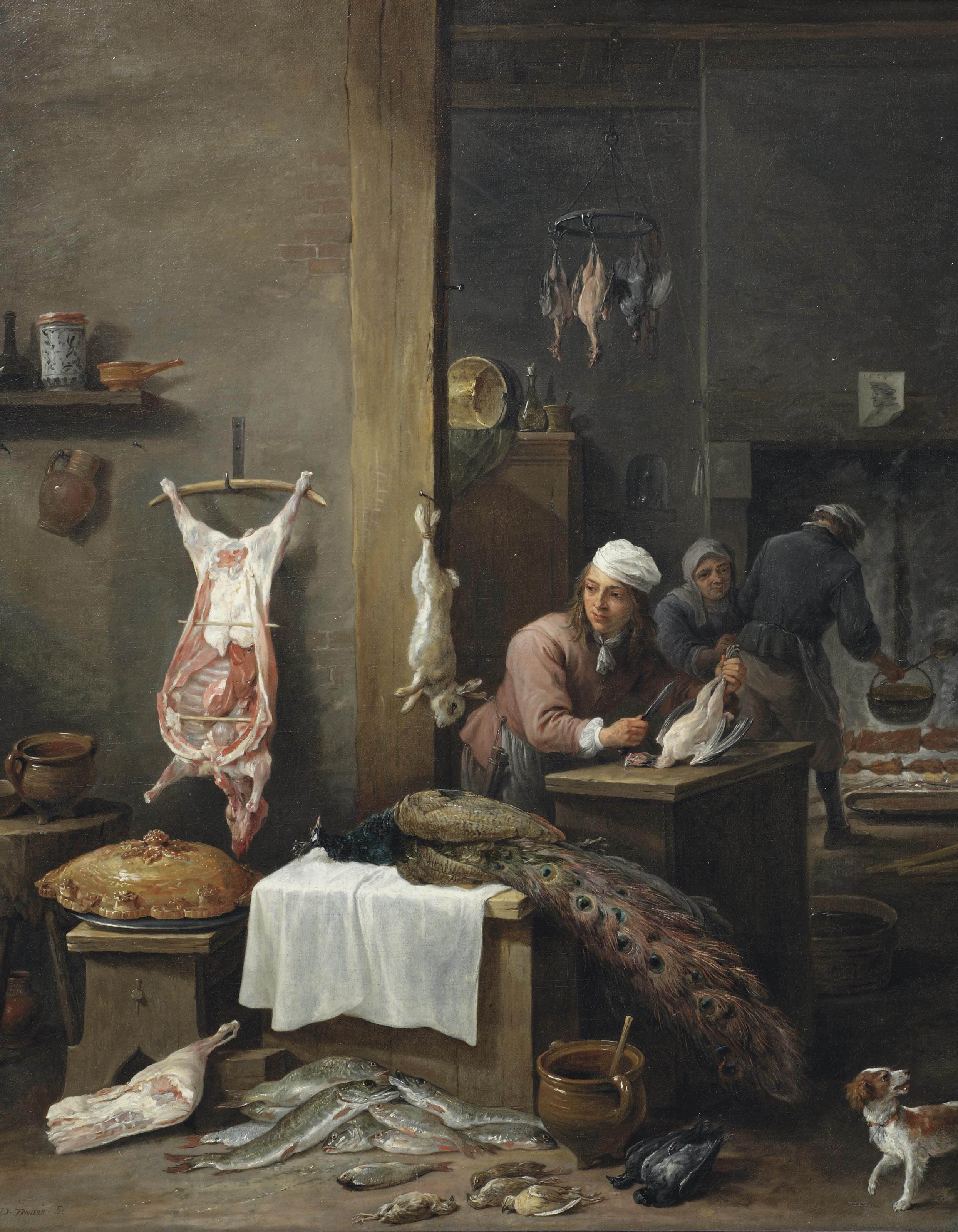
Huile sur toile de David Teniers le jeune.
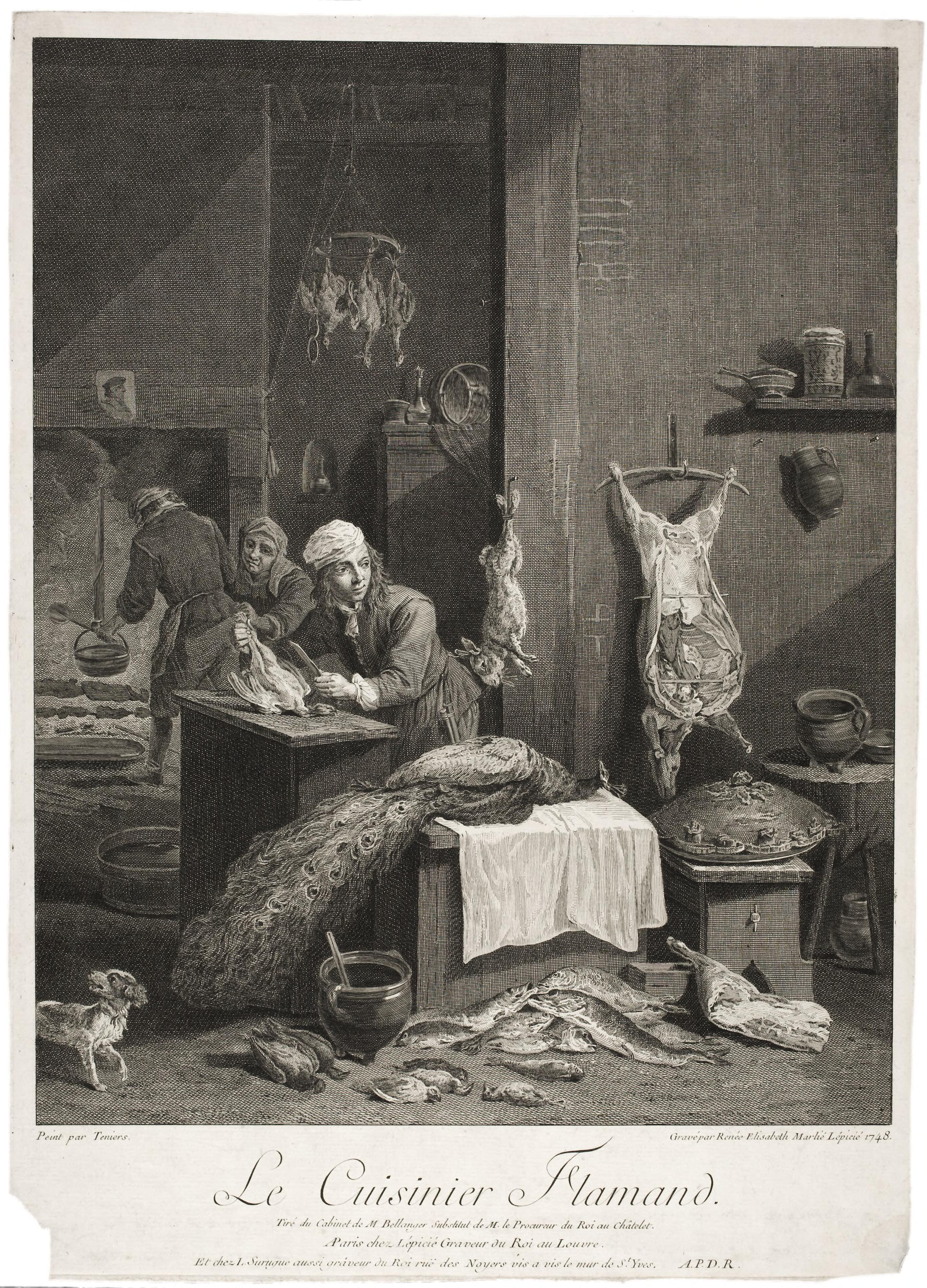
Gravure par Renée-Élisabeth Marlié.

## Sources
- Philippe de Chennevières et Anatole de Montaiglon, Abecedario de P. J. Mariette : et autres notes inédites de cet amateur sur les arts et les artistes, t. 3, Jabach-Mingozzi, Paris, 6 vol. ; in-8° (lire en ligne), p. 192.
- Roger Portalis et Henri Beraldi, Les Graveurs du dix-huitième siècle, vol. 2, Paris, Morgand et Fatout, 1881, xii-759, 771, 785, 6 vol. 23 cm (OCLC 724078042, lire en ligne), p. 662.
- (en) Michael Bryan et George Charles Williamson, Bryan’s dictionary of painters and engravers, t. 3, Londres, G. Bell and sons, 1904, p. 212.